# Jahel Quiroga
Jahel Quiroga, née à Chaparral (Tolima), est une ingénieur et femme politique colombienne, vice-présidente de l'Union patriotique et sénatrice depuis juillet 2022.
Défenseure des droits humains historique en Colombie. Elle est connue, comme Aída Avella, pour être l'une des survivantes du génocide du parti de l'Union patriotique. Grâce à un combat mené depuis les années 1990, elle parvient à faire reconnaitre la qualification de génocide des membres de l'Union patriotique et la responsabilité de l'État colombien par la Commission interaméricaine des droits de l'homme en janvier 2023.

## Biographie

### Études et conseillère municipale
Jahel Quiroga est née dans le département de Tolima, lieu de la violence politique entre libéraux et conservateurs dans les années 1950, où son père fut grièvement blessé. Sa mère est engagée politiquement et proche des membres de l'Union patriotique.
Jahel Quiroga a étudiée le génie industriel à l'Universidad Distrital Francisco José de Caldas. Sa mère a eu une influence sur sa politisation, mais elle se concrétise à l'université, où elle rencontre des militants et des prêtres révolutionnaires et pris part aux manifestations étudiantes, elle est membre du groupe maoïste Democracia Popular.
Dans les années 1980, elle vit à Barrancabermeja, elle est à l'époque mère de deux enfants de moins de dix ans et l'épouse d'un dirigeant d'Ecopetrol. Elle fonde, en 1987, un comité départemental de défense des droits de l'homme, avec d'autres camarades de gauche, face à la répression que subissent les militants politiques dans la ville.
Son militantisme au sein de l'Union patriotique et en faveur des droits humains débute lors de l'assassinat du premier représentant élu du parti Leonardo Posada, en 1986.
Deux ans plus tard, lors des élections locales de 1988, elle est élue conseillère municipale de Barrancabermeja, avec son camarade Jorge Orlando Higuita Rojas, dirigeant du Parti communiste colombien et fondateur de l'Union patriotique,.
L'année suivante, Jorge Orlando Higuita Rojas est assassiné lors d'un attentat.
Elle est réélue lors des élections locales de mars 1992 à Barrancabermeja, mais interrompt son second mandat de conseillère, car en 1991 ou 1992, elle est victime d'une tentative d'assassinat, mais les assassins l'ont confondue avec sa secrétaire Blanca Durán, qui lui ressemblait beaucoup physiquement,.
lorsqu'elle apprend qu'elle figure dans une liste des personnalités de gauche à assassiner, elle s'exile aux États-Unis.

### Défenseure des droits humains et pour la justice de l'Union patriotique
Un an plus tard, en 1993, elle retourne en Colombie et s'installe à Bogota et rejoint certains anciens camarades du comité départemental de défense des droits humains. Après son retour, elle parcourt la vallée du Magdalena Medio (es) avec le prêtre Javier Giraldo (es), également défenseurs des droits humains et engagé en faveur de la paix.
Elle décide de fonder l'Organisation non gouvernementale « Reiniciar » en 1993, avec Aída Avella et d'autres militants survivants, dans le but d'aider les victimes de violations des droits humains et de documenter le génocide de son parti. Face aux nombreuses menaces dont elle est victime, elle s'exile à nouveau, cette fois-ci en Europe.
En décembre 1993, Quiroga a porté pour la première fois le cas du génocide de l'Union patriotique devant la Commission interaméricaine des droits de l'homme, en raison de l'absence de mesures concrètes d'indemnisation, de recherches et de refus de faire avancer les enquêtes judiciaires par l'État colombien.
En raison de sa lutte pour la justice pour l'Union patriotique et sa défense des droits humains, elle est menacée à différentes reprises. En 2006, l'un de ses gardes du corps est assassiné à Bogota, abattu devant l'immeuble où elle habite. Et l’année suivante, un projet d’assassinat est découvert, organisé par le « Bloc Capital », sous-organisation à Bogota du groupe paramilitaire des AUC.
Des agents de l'État ont tenté d'organiser des procès pour rébellion contre elle, que le parquet a fini par fermer, faute de preuves. En 2020, elle est menacée par le groupe paramilitaire Águilas Negras, qui lui donne un ultimatum de trente jours pour quitter le pays.

### Vice-présidente de l'Union patriotique et sénatrice
En juillet 2013, le Conseil d'État décide de restituer un statut juridique à l'Union patriotique. Une semaine après cette restitution, les dirigeants du parti, dont Jahel Quiroga en tant que fondatrice de « Reiniciar », donnent une conférence de presse et annoncent porter plainte contre l'ancien vice-président Francisco Santos Calderón, qui avait accusé le parti d'être le « bras politique des FARC ».
En novembre 2013, elle participe au Ve congrès de l'Union patriotique à Bogotá, le premier depuis le retour du parti sur la scène politique. À l'issue du congrès, auquel participe Aída Avella depuis son retour d'exil, elle est élue vice-présidente du parti.
Le Ve congrès choisit également Aída Avella comme la candidate du parti à l'élection présidentielle de 2014 pour l'UP, et choisit la vice-présidente du parti Jahel Quiroga comme candidate à la vice-présidence de la République.
En mars 2014, les deux partis du POLO et l'UP scellent une alliance pour une candidature commune à la présidentielle de 2014. En conséquence, Jahel Quiroga retire sa candidature et Aída Avella devient candidate à la vice-présidence avec Clara López.
En 2022, Jahel Quiroga est candidate pour les élections législatives de 2022 avec l'Union patriotique. Elle est placée à la vingtième place de la liste du Pacte historique pour l'élection au Sénat. Elle est élue sénatrice.